# Jack Rieley
 John „Jack“ Frank Rieley III (* 24. November 1942 in Milwaukee, Wisconsin, Vereinigte Staaten; † 17. April 2015 in Berlin, Deutschland) war ein US-amerikanischer Musikmanager.
Anfang der 1970er Jahre führte er die Beach Boys zurück zum Erfolg. Er war Mitautor einiger Stücke der Beach Boys und ist auf einigen ihrer Aufnahmen als Sänger und Erzähler zu hören. 1975 veröffentlichte Rieley das Soloalbum Western Justice. Neben anderen Musikern arbeitete er auch mit der britischen Band Ride, der ostdeutschen Gruppe City sowie Jaye Muller und Ben Patton.